# الحزالب (رخية)
'

تعديل مصدري - تعديل

الحزالب هي إحدى قرى عزلة رخية بمديرية رخية التابعة لمحافظة حضرموت، بلغ تعداد سكانها 153 نسمة حسب تعداد اليمن لعام 2004.